# 㢉侯国
㢉侯国，西汉设置的侯国。
征和二年（前91年），汉武帝封商丘成为㢉侯，置㢉侯国，治所在今山东省成武县西北。后国除。始元二年（前85年），汉昭帝又封金日磾为㢉侯，复置侯国。后国除改置为㢉县。